# Jordan Willis
Jordan Willis (Kanada, Ontario, Kincardine, 1975. február 28. –) kanadai válogatott jégkorongozó.

## Karrier
Komolyabb junior karrierjét az Ontario Hockey League-es London Knightsban kezdte 1992–1993-ban és 1994–1995-ig itt játszott. Az 1993-as NHL-drafton a Dallas Stars választotta ki a tizedik kör 243. helyén. A junior kor után az IHL-es Michigan K-Wingsben szerepelt majd 1995–1996-ban egy harmadot játszhatott a Dallasban az National Hockey League-ben. Ezután soha többet nem játszott az NHL-ben. 1996–1997-ben 15 mérkőzést játszott a kanadai válogatottban majd az ECHL-es Dayton Bombersbe került és a szezon végén visszament a Michigan K-Wingsbe ahol a következő szezont is töltötte. 1998–1999-ben az ECHL-es Baton Rouge Kingfishben játszott. 1999-ben átment Európába a brit ligába a Nottingham Panthers csapatába játszani. 2001-ig volt Európában. Utolsó idényét (2001–2002) a Roanoke Expressben töltötte mely ECHL-es csapat volt.